# Psychose meurtrière
Pour plus de détails, voir Fiche technique et Distribution.
Psychose meurtrière (titre original : The Vagrant) est un film franco-américain réalisé par Chris Walas, sorti en 1992.

## Synopsis
Un homme parfaitement sain d'esprit devient la proie de cauchemars et de réactions paranoïaques le jour où il fait la rencontre d'un vagabond répugnant squattant le terrain faisant face à sa nouvelle propriété.

## Fiche technique
- Titre français : Psychose meurtrière
- Titre original : The Vagrant
- Réalisation : Chris Walas
- Scénario : Richard Jefferies
- Musique : Christopher Young
- Photographie : John J. Connor & Jack Wallner
- Montage : Jay Ignaszewski
- Production : Gillian Richardson
- Sociétés de production : Brooksfilms & StudioCanal
- Société de distribution : Metro-Goldwyn-Mayer
- Pays :  États-Unis |  France
- Langue : anglais
- Format : couleur - Dolby - 35 mm
- Genre : comédie horrifique, thriller
- Durée : 88 minutes
- Dates de sortie : 
  - 15 mai 1992 (États-Unis)
- Interdit aux moins de 12 ans[Où ?]

## Distribution
- Bill Paxton (VF : Emmanuel Curtil) : Graham Krakowski
- Michael Ironside (VF : Marc Alfos) : Le lieutenant Ralf Barfuss
- Marshall Bell (VF : Jean-Claude Sachot) : Le vagabond
- Marc McClure (VF : Georges Caudron) : Chuck
- Mitzi Kapture (VF : Françoise Cadol) : Edie Roberts
- Colleen Camp : Judy Dansig
- Derek Mark Lochran : L'inspecteur Lackson
- Teddy Wilson (VF : Jean-Claude Sachot) : Ray
- Stuart Pankin : M. Feemster
- Patrika Darbo : Doattie

## Distinctions

### Nomination
- Saturn Award : 
  - Meilleure musique pour Christopher Young